# Structuralistische taalkunde
Structuralistische taalkunde, of kortweg structuralisme, is een van de oudste stromingen binnen de hedendaagse taalkunde, waarin taal wordt opgevat als een structuur waarin vormen op systematische wijze met elkaar verbonden zijn, en waarbij een ermee corresponderende betekenis bijgevolg - althans in principe -, voortvloeit uit de samenstelling van de talige structuur die wordt voortgebracht. De samenstellingen waar het in dit verband om gaat zijn meestal woorden, fraseologische eenheden of hele zinnen.
Het Praags structuralisme, dat aan het Russisch formalisme ontsproot, was de eerste duidelijk structureel georiënteerde school op het Europese continent. Roman Jakobson onderscheidde de verschillende functies van een talige uiting — men noeme hem echter geenszins een functionalist — en beschreef taal als een projectie van de syntagmatische as op de paradigmatische as: het paradigma maakt met andere woorden het lexicon van de taal uit, terwijl het syntagma de vereiste grammaticale verbinding binnen de lineaire orde is die bij het spreken gecreëerd wordt. Een voorbeeld:
- 1. Die man ziet mijn huis.

Dit is een syntactische structuur, die onveranderd blijft in:
- 2. Gene kerel aanschouwt mijn woonstede.

Ofschoon de boodschap hier om pragmatische redenen drastisch verschillend is, werd enkel het paradigma aangepast; het syntactische skelet van zin 1 blijft overeind.
In tegenstelling tot de neogrammatici, die zich vrijwel uitsluitend met historisch-vergelijkende taalkunde, en in het bijzonder met de Ausnahmslosigkeit van historische klankwetten, bezighielden, was het de structuralisten — zoals men kan verwachten — hoofdzakelijk om de intrinsieke structuur van taal an sich te doen. Ferdinand de Saussure ontleedde reeds het taalteken in een signifiant en een signifié en gaf dusdoende de aanzet tot het onderzoek naar hoe betekenis uit talige elementen tot stand komt en tussen mensen gecommuniceerd wordt. Structuralisten streven er steeds naar, talige vormen in hun componenten te disseceren, en hun soms impliciete veronderstelling daarbij is, dat semantiek op dezelfde wijze kan worden ontward.
In Amerika schiep Leonard Bloomfield, grondlegger van het distributionalisme, de theorie van de ultieme constituenten (UC, ultimate constituents), waarbij elke talige uiting kan worden uiteengehaald door telkens de onderliggende componenten van elkaar te scheiden: dit resulteert in een vertakking van elke frase en elk woord in telkens de onderliggende onmiddellijke constituenten (immediate constituents). De kleinste betekenisdragende eenheid, het morfeem, wordt op die wijze achterhaald. In wezen is dit een elaboratie op het principe van Frege; de Chomskyaanse herschrijfregels, die weliswaar vanuit een transformationalistisch perspectief tot stand kwamen en daardoor in wezen in omgekeerde richting werken, hanteren desalniettemin dezelfde ontleedfilosofie.
Structurele taalkunde is heden niet zozeer een stroming op zich als wel een methodologisch raamwerk waarvan zich vele taalkundigen in mindere of meerdere mate bedienen; door haar nadruk op formele vormen van taal heeft deze taalkunde een connotatie formalistisch (id est, in de zin van de orthodoxe generativisten) van aanpak te zijn — nochtans bewijst de functionele syntaxis zoals ontwikkeld door Martinet dat het structuralisme niet waarlijk aan een welbepaalde stroming voorbehouden is. 
Integendeel lijkt het veeleer zo dat een nauwgezette ontleding van de organisatie van betekenisdragende eenheden binnen talen (met typologisch zo exhaustief mogelijke onderbouwing) een cruciale voorwaarde is voor het begrijpen van de fundamentele vraag, hoe het komt dat complexe betekenis en cognitie — door middel van een beperkt aantal gestructureerde geluiden uit de menselijke mond — van persoon tot persoon kan worden overgedragen, en dat in de structuur van wat mensen zeggen wetmatigheden aanwezig zijn die de aard van de intermenselijke functie waarvan gebruikgemaakt wordt, op een dermate geraffineerde wijze kan worden bijgestuurd, door aan de interne structuur van uitingen te sleutelen.